# Azorio

Mapa de Tesalia en la época de la tercera guerra macedónica donde se aprecia la situación de la ciudad de Azorio en el distrito de Perrabia.

Azorio o Azoro (en griego, Ἀζωρος) es el nombre de una antigua ciudad griega de Tesalia.
Se encontraba en el distrito de Perrebia, en las proximidades de Dólice y Pition de tal manera que las tres ciudades formaban un conjunto político que era llamado Trípolis. Estrabón la sitúa a ciento veinte estadios de Oxinio.
Durante la Guerra romano-siria, Trípolis fue asolada por un ejército de etolios al mando de Menipo en el año 191 a. C. Es citada en el marco de la tercera guerra macedónica: las tres se rindieron ante el ejército de Perseo de Macedonia en el año 171 a. C. pero ese mismo año los romanos reconquistaron las tres ciudades. En el año 169 a. C. llegaron a la zona tropas del cónsul romano Quinto Marcio Filipo que acamparon entre Azorio y Dólice.
Las tres ciudades acuñaron una moneda común con la inscripión «ΤΡΙΠΟΛΙΤΑΝ».
Su localización ha sido objeto de debate pero desde el descubrimiento de un hallazgo epigráfico, publicado en 1914, se admite generalmente que estuvo ubicada en el paleocastro de Vuvala, donde hay una población llamada actualmente Azoro.